# Cobitis laoensis
Cobitis laoensis är en fiskart som först beskrevs av Sauvage, 1878.  Cobitis laoensis ingår i släktet Cobitis och familjen nissögefiskar. IUCN kategoriserar arten globalt som livskraftig. Inga underarter finns listade i Catalogue of Life.